# Pseudagrion tricorne
Pseudagrion tricorne är en trollsländeart som beskrevs av Elliot C.G. Pinhey 1967. Pseudagrion tricorne ingår i släktet Pseudagrion och familjen dammflicksländor. Inga underarter finns listade i Catalogue of Life.